# Martha Washington Inn
El Martha Washington Inn es un hotel histórico ubicado en Abingdon, Virginia . Construido originalmente en 1832 por el general Francis Preston, héroe de la Guerra de 1812, para su familia de nueve hijos, en el transcurso de los últimos 174 años, el edificio ha servido como una universidad de mujeres de lujo, un hospital y un cuartel de la Guerra Civil, y como residencia para los actores visitantes del Teatro del Trueque. Además de los servicios de hotel, ahora ofrece tratamientos de spa. Se ha dicho que podría estar embrujada por fantasmas de la zona.
Es miembro de Historic Hotels of America, el programa oficial del National Trust for Historic Preservation.

## Historia
En 1832, el general Francis Preston construyó la residencia de ladrillos para su familia a un costo de $15,000. La mansión permaneció en posesión de la familia Preston hasta 1858, cuando fue vendida al costo de $ 21,000 a los fundadores de Martha Washington College. La universidad dedicada enteramente a las mujeres funcionó durante setenta años hasta que finalmente sucumbió a la Gran Depresión . En el momento de la Guerra Civil, la universidad sirvió como campo de entrenamiento para la unidad Confederada, los Rifles Montados de Washington . Después de varias escaramuzas entre las fuerzas estadounidenses y confederadas, los heridos fueron llevados a la escuela para recibir tratamiento. También fue durante este período de tiempo que el edificio obtuvo el apodo de "La Martha". Entre sus exalumnas de la posguerra se encontraba la valedictorian de la Clase de 1880, Nellie Nugent Somerville, quien se convertiría en la primera mujer elegida para la Legislatura de Mississippi.
La integridad arquitectónica se ha conservado durante más de 150 años. La sala de estar original de la familia Preston es ahora el vestíbulo principal de la posada. Uno de los artículos originales propiedad de la familia Preston es el reloj de pared barroco holandés que mide más de nueve pies de alto. Este hermoso reloj, que fue enviado desde Inglaterra por una de las hijas de Preston, ahora ocupa el lugar que le corresponde en el Salón Este de la posada.
Después de pasar por varias manos durante los siguientes tres años, en 1935, abrió el Martha Washington Inn. La posada ha operado desde entonces en la capacidad de un hotel. En 1984, United Group, un grupo inversor de empresarios, compró la posada y pagó una renovación de 8 millones de dólares. Once años después, la propiedad fue admitida en la Colección Camberley de lugares históricos. Hoy, el Martha Washington Inn funciona como hotel y spa.

## Huéspedes famosos
Muchos invitados famosos han pasado la noche en el Martha Washington Inn, incluidos Eleanor Roosevelt, el presidente Harry S. Truman, Lady Bird Johnson, Jimmy Carter y Elizabeth Taylor. También acogió a actores que actúan en el Teatro Barter, que se encuentra junto, pero ahora los actores generalmente se hospedan en el Barter Inn.

## fantasmas
- El amor yanqui

Esta historia trata sobre una trágica historia de amor entre una estudiante de Martha Washington College y su novia yanqui. Aunque todavía es una universidad para niñas, Martha Washington College sirvió como hospital durante la Guerra Civil. Varias de las niñas no regresaron a casa durante la guerra, pero valientemente se ofrecieron como voluntarias para quedarse en la escuela como enfermeras. El Capitán John Stoves, un oficial yanqui, fue gravemente herido y capturado en la ciudad. Los soldados llevaron al Capitán. Estufas a través del sistema de cuevas debajo de Abingdon y suben una escalera secreta al tercer piso del edificio. capitán Las estufas yacían gravemente heridas en lo que ahora es la habitación 403. Durante semanas, una joven estudiante llamada Beth lo cuidó y cuidó. Se encontró enamorándose del valiente capitán, y él le devolvió los sentimientos. A menudo, Beth tocaba con amor el violín para aliviar su dolor y sufrimiento. Pero, su amor no iba a durar mucho tiempo. Mientras yacía moribundo, llamó: "Toca algo, Beth, me voy". Desafortunadamente, Beth llegó demasiado tarde para escoltarlo con una canción, porque murió repentinamente. Beth tocó entre lágrimas una dulce melodía sureña como tributo a él. Cuando un oficial confederado entró y explicó que tomaría prisionero al capitán Stoves, Beth lo miró triunfalmente y dijo: "Ha sido indultado por un oficial superior al general Lee. El Capitán Stoves está muerto". Beth murió unas semanas después de fiebre tifoidea. Muchas de las alumnas que luego asistieron a la universidad, así como los empleados e invitados de la posada, han escuchado la dulce música de violín de Beth en la noche. Otros informan que Beth visita la habitación 403 para consolar a su soldado yanqui.
- Mancha de sangre que reaparece

A un joven soldado confederado en Abingdon se le asignó llevar documentos importantes sobre la ubicación del ejército de la Unión al general Robert E. Lee. Estaba perdidamente enamorado de una mujer joven en la universidad. Conociendo los riesgos a los que se enfrentaba, el valiente soldado sintió que debía despedirse de su amada antes de irse. El soldado viajó a través del sistema de cuevas que subyace en Abingdon y usó una escalera secreta para ingresar a la universidad. Mientras el soldado se despedía de su amor, dos oficiales de la Unión subieron las escaleras y los encontraron. Sin forma de escapar, el joven soldado confederado recibió un disparo frente a su amada y, cuando cayó, su sangre manchó el piso. Lo extraño es que a través de los años, la mancha de sangre sigue apareciendo. Las alfombras sobre el área a menudo desarrollan agujeros misteriosos sobre las manchas. Incluso después de restaurar los pisos, la mancha continúa reapareciendo, un triste recordatorio de la tragedia de la Guerra Civil.
- El caballo fantasma

Un caballo fantasma espera a su amo fuera de los escalones de la entrada, un soldado de la Unión al que dispararon frente a la casa en 1864. En las noches sin luna, se ha visto al caballo vagando por los terrenos en busca de su dueño y esperando la llamada para volver a casa.
- Las paredes del sótano

El sótano contiene los espíritus de los esclavos negros, se mantuvieron en una cámara subterránea y algunos fueron enterrados dentro de sus paredes de piedra.
- El rastro de barro

Se han informado numerosos relatos de un soldado cojeando con la ayuda de una muleta y dejando un rastro de barro a su paso desde un pasillo de la posada. Mucho tiempo después de la ayuda médica, solo se especula por qué está aquí en el antiguo hospital, una bola que dejó solo una espantosa mutilación de hueso y carne escasa le partió la cabeza.
- El espíritu enojado en el túnel

Un túnel una vez conectó el Martha Washington Inn con el Barter Theatre . La entrada del lado de la posada ha estado cerrada durante varios años, pero la sección debajo del teatro todavía se usa para tender cables eléctricos. Los actores que usaron el túnel para caminar entre la posada y el teatro en las décadas de 1930 y 1940 informaron haber encontrado un espíritu malévolo. El espectro nunca fue visto, pero se sintió como una fuerte presencia malvada. Se cree que el espíritu es un hombre que murió cuando el túnel se derrumbó en 1890 o un soldado confederado que usó el túnel para sacar municiones de contrabando del sótano de la posada durante la Guerra Civil .